# Badminton 1938
Höhepunkt des Badmintonjahres 1938 waren die All England, die Irish Open, die Scottish Open und die French Open.
==Internationale Veranstaltungen ==
| Veranstaltung | Herreneinzel   | Dameneinzel    | Herrendoppel                  | Damendoppel               | Mixed                       |
| ------------- | -------------- | -------------- | ----------------------------- | ------------------------- | --------------------------- |
| All England   | Ralph Nichols  | Daphne Young   | Leslie Nichols Ralph Nichols  | Betty Uber Diana Doveton  | Raymond M. White Betty Uber |
| French Open   | Ian Maconachie | Daphne Young   | Ian Maconachie K. Smedley     | Daphne Young Mavis Green  | Ian Maconachie Mavis Green  |
| Irish Open    | Thomas Boyle   | Daphne Young   | Kenneth Wilson Alan Titherley | Daphne Young Norma Stoker | Thomas Boyle Olive Wilson   |
| Malaysia Open | Tan Chong Tee  | Moey Chwee Lan | A. S. Samuel Chan Kon Leong   | Chang Kon Neong Ida Lim   | Wong Peng Soon Waileen Wong |
| Scottish Open | Thomas Boyle   | Betty Uber     | Thomas Boyle James Rankin     | Olive Wilson Betty Uber   | Ian Maconachie Betty Uber   |